# Kleiner Kreuzdornspanner
Der Kleine Kreuzdornspanner (Philereme vetulata, Syn.: Philereme vetustata) ist ein Schmetterling aus der Familie der Spanner (Geometridae). Der Artname leitet sich von dem lateinischen Wort vetulus mit der Bedeutung „ältlich“ ab und bezieht sich auf die graue Färbung der Falter.

## Merkmale

### Falter
Die Falter erreichen eine Flügelspannweite von 24 bis 30 Millimetern. Zwischen den Geschlechtern besteht farblich kein Unterschied. Die Farbe sämtlicher Flügel ist auf der gesamten Fläche Grau bis Graubraun. Mehrere dunkle Querlinien sind nur undeutlich zu erkennen. Am Saum der Vorder- und Hinterflügeloberseite hebt sich eine schwarzbraune, aus dünnen Strichen gebildete Linie ab. Der Außenrand der Hinterflügel ist gewellt. Auf den verwaschen graubraunen Flügelunterseiten befindet sich auf jedem Flügel ein kleiner schwarzbrauner Diskoidalfleck.

### Raupe
Ausgewachsene Raupen sind blaugrau bis schwarz gefärbt. Sie zeigen eine doppelte weißliche Rückenlinien sowie gelbe Flanken, von denen sich auf jedem Körpersegment schwarze Flecke abheben.

### Ähnliche Arten
Beim Großen Kreuzdornspanner (Philereme transversata) sowie beim Großen Berberitzenspanner (Hydria cervinalis) hebt sich die Diskalregion auf der Vorderflügeloberseite jeweils stark verdunkelt ab.

## Verbreitung und Lebensraum
Das Verbreitungsgebiet des Kleinen Kreuzdornspanners dehnt sich von Südwesteuropa und den Britischen Inseln über Mittel- und Osteuropa bis zum Altai aus. Im Norden reicht es bis Mittelschweden, im Süden von Italien bis zur Balkanhalbinsel, östlich davon bis zum Kaukasus und in das Amurgebiet. Hauptlebensraum sind buschige Waldränder, Auengehölze, Heidegebiete, steinige Hänge sowie Gärten und Parklandschaften. In den Südalpen steigt die Art  bis in Höhen von 1300 Metern.

## Lebensweise

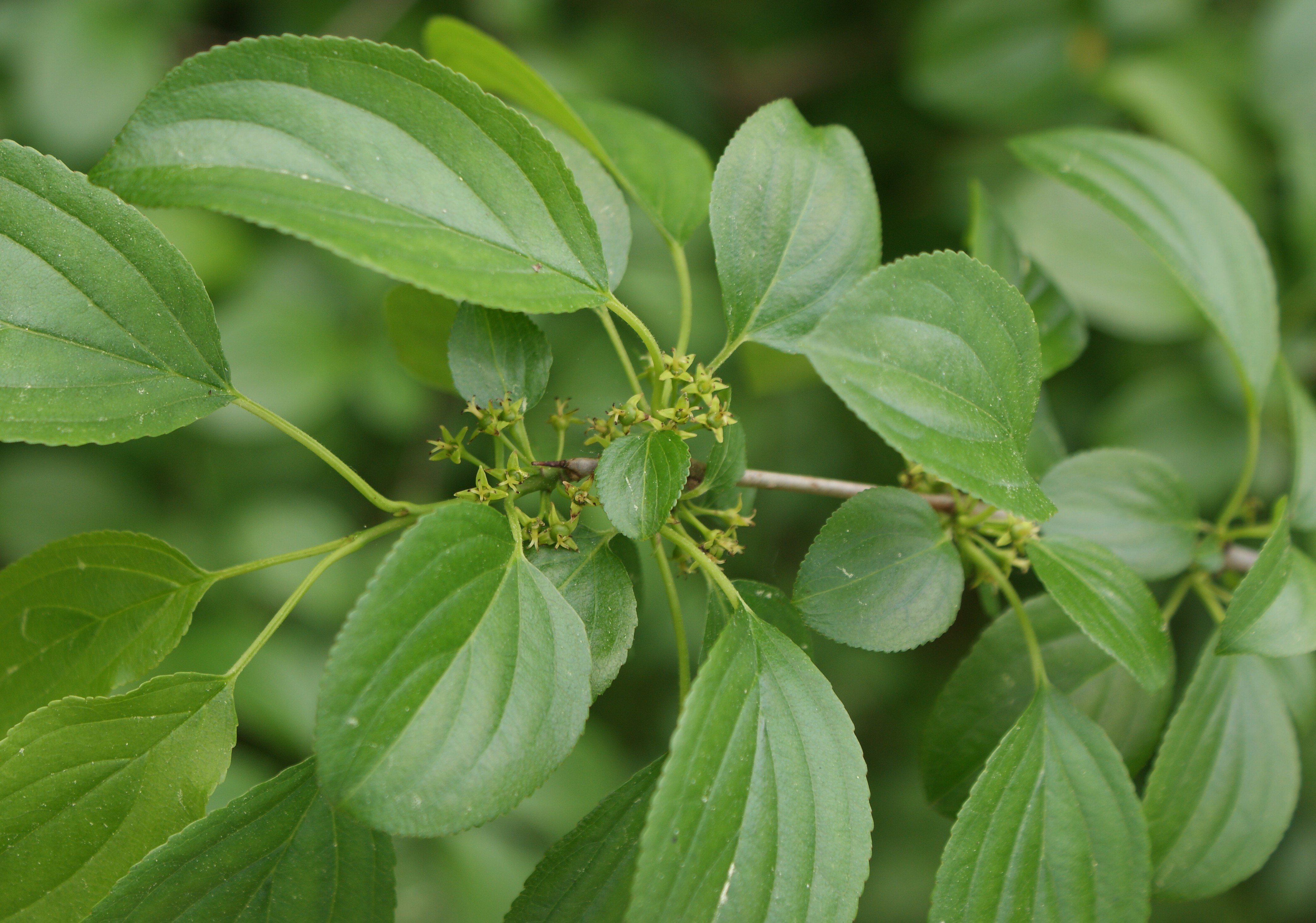
Purgier-Kreuzdorn, die Nahrungspflanze der Raupen

Die Falter sind überwiegend nachtaktiv und fliegen in einer Generation von Juni bis August. Nachts erscheinen sie zuweilen zahlreich an künstlichen Lichtquellen. Das Ei wird an der Rinde der Nahrungspflanze abgelegt, wo es auch überwintert. Die Raupen ernähren sich im Frühjahr von den Blättern von Purgier-Kreuzdorn (Rhamnus cathartica). Sie fertigen aus den Blättern charakteristische Blatttüten mit Hohlräumen an, in denen sie sich verstecken und leben sowohl an kräftigen Sträuchern als auch an kleinen Schösslingen im dunklen Unterwuchs. Zuweilen wird in der Literatur auch Faulbaum (Rhamnus alnus) als Nahrungspflanze genannt, wobei es sich evtl. um Verwechselungen handelt. Wesentlicher Grund für die wahrscheinliche Nichtnutzung dieser Pflanze dürfte sein, dass schon ihre jungen Blättchen recht steif werden und nicht zu einem Hohlraum zusammengesponnen werden können.